# I'm Alive (Jackson Browne)
I'm Alive è un album di Jackson Browne, pubblicato dalla Elektra Records nell'ottobre del 1993. Il CD fu registrato (e mixato) al Groove Masters di Santa Monica, California (Stati Uniti).

## Tracce
Brani composti da Jackson Browne
1. I'm Alive – 5:01
2. My Problem Is You – 4:40
3. Everywhere I Go – 4:36
4. I'll Do Anything – 4:31
5. Miles Away – 3:52
6. Too Many Angels – 6:04
7. Take This Rain – 4:49
8. Two of Me, Two of You – 2:56
9. Sky Blue and Black – 6:06
10. All Good Things – 4:28

## Formazione
- Jackson Browne - voce, cori, pianoforte, chitarra acustica
- Scott Thurston - chitarra, cori, tastiera
- Mark Goldenberg - chitarra
- Benmont Tench - organo Hammond
- Kevin McCormick - basso
- Mauricio Lewak - batteria
- John Leventhal - chitarra acustica
- Luis Conte - percussioni
- Waddy Wachtel - chitarra
- James Hutch Hutchinson - basso
- Jim Keltner - batteria
- Mike Campbell - chitarra
- Lenny Castro - percussioni
- Dean Parks - chitarra acustica
- David Lindley - chitarra, oud, bouzouki
- Jai Winding - pianoforte
- Valerie Carter, Doug Haywood, Don Henley, Steven Soles, Jennifer Warnes, William Greene, David Crosby, Katia Cardenal, Ryan Browne, Sweet Pea Atkinson, Sir Harry Bowens - cori